# João Guilherme (jornalista)
João Guilherme de Miranda Carvalho, conhecido como João Guilherme (Niterói, 22 de julho de 1971), é um locutor esportivo, jornalista e apresentador de televisão brasileiro. Atualmente trabalha na Flamengo TV, webTV do Clube de Regatas do Flamengo.

## Biografia
Começou na Rádio Carioca em 1988. Teve passagens por diversas rádios como Tamoio, Tropical e Tupi, onde cobriu a Copa do Mundo de 1994, antes de se mudar para São Paulo, em 1995.
Trabalhou na Rádio Gazeta até 1997, quando foi convidado a integrar a equipe do SporTV Ele fez parte da equipe de narradores do próprio canal e dos canais Combate e Premiere FC, além de estar também na Rádio Manchete. Também apresentou algumas vezes o Arena SporTV. Após estar há mais de 14 anos no canal campeão, Jhonny (como também e conhecido) foi contratado pelo canal fechado Fox Sports.
Na televisão, João Guilherme usa bordões como "que desagradável!", "inacreditável" quando um jogador erra um gol. Também tem um grito de gol muito peculiar: ele apenas fala "é gol", com uma entonação normal, para depois de alguns segundos complementar com o tradicional "gooooool", já com emoção em sua voz. E quando o gol é golaço e fala "para tudo"! Desde 2014, quando o Fox Sports Brasil adotou um "jingle" enunciando os gols, João passou também a falar: "Toca a música, gol do (clube ou alcunha do mesmo a marcar o gol)".
Em 2015, foi nomeado no livro Os Mestres do Espetáculo como o futuro da narração esportiva brasileira. João Guilherme também ganhou grande notoriedade narrando eventos de MMA no canal Combate, sendo considerado um dos melhores na área. Assim como nas narrações futebolísticas, utiliza diversos bordões que ficaram famosos como: "torcicolo de girafa", "desligou o interruptor", "fio desencapado", entre outros, e por começar as transmissões com a tradicional frase: "Alô você amigo, ligado aqui no canal Combate; é o UFC 123 , passando o carro geral!" (exemplo). Ele formou, junto com Luciano Andrade, comentarista do canal, a principal dupla para eventos transmitidos pelo Combate.
Em 2020, com a fusão dos canais ESPN e Fox Sports, passou a narrar jogos pelos dois canais e participar do programa Linha de Passe. Em 2021, estreou no comando do ESPN FC, criado para absorver o espaço deixado pelo fim do Expediente Futebol, programa que ele apresentou no Fox Sports. Em 2022, passou a apenas narrar e apresentar programas na ESPN, já que o Fox Sports foi extinto. No fim do mesmo ano, deixou o Grupo Disney, migrando para a Paramount Global, onde será narrador no streaming do grupo. Em 2023, foi anunciado seu retorno à Rádio Manchete do Rio de Janeiro.
Em 2025, deixa a equipe da Paramount+ e passa a integrar a Flamengo TV, webTV do Flamengo.

## Prêmios e indicações
| Ano  | Prêmios             | Categoria         | Resultado | Ref.  |
| ---- | ------------------- | ----------------- | --------- | ----- |
| 2021 | Prêmio Comunique-se | Locutor Esportivo | Indicado  | [ 8 ] |